# Радуша (Уб)
Радуша је насеље у Србији у општини Уб у Колубарском округу. Према попису из 2022. било је 180 становника.

## Историја
У Радуши "код Ваљева" рођен је 1844. године државник Србије, Светомир Николајевић национално-хуманитарни радник и књижевник.

## Демографија
У насељу Радуша живи 235 пунолетних становника, а просечна старост становништва износи 44,2 година (43,9 код мушкараца и 44,6 код жена). У насељу има 92 домаћинства, а просечан број чланова по домаћинству је 3,23.
Ово насеље је великим делом насељено Србима (према попису из 2002. године), а у последња три пописа, примећен је пад у броју становника.
|  |

| Демографија | Демографија | Демографија |
| Година      | Становника  | Становника  |
| ----------- | ----------- | ----------- |
| 1948.       | 654         |             |
| 1953.       | 517         |             |
| 1961.       | 482         |             |
| 1971.       | 505         |             |
| 1981.       | 418         |             |
| 1991.       | 370         | 359         |
| 2002.       | 297         | 306         |

| Етнички састав према попису из 2002.‍ | Етнички састав према попису из 2002.‍ | Етнички састав према попису из 2002.‍ | Етнички састав према попису из 2002.‍ | Етнички састав према попису из 2002.‍ |
| ------------------------------------ | ------------------------------------ | ------------------------------------ | ------------------------------------ | ------------------------------------ |
|                                      |                                      |                                      |                                      |                                      |
| Срби                                 | Срби                                 |                                      | 290                                  | 97,64%                               |
| Руси                                 | Руси                                 |                                      | 2                                    | 0,67%                                |
| непознато                            | непознато                            |                                      | 5                                    | 1,68%                                |

| Година пописа     | 1948. | 1953. | 1961. | 1971. | 1981. | 1991. | 2002. |
| ----------------- | ----- | ----- | ----- | ----- | ----- | ----- | ----- |
| Број домаћинстава | 99    | 81    | 93    | 112   | 106   | 99    | 92    |

| Број чланова      | 1  | 2  | 3  | 4  | 5  | 6 | 7 | 8 | 9 | 10 и више | Просек |
| ----------------- | -- | -- | -- | -- | -- | - | - | - | - | --------- | ------ |
| Број домаћинстава | 25 | 19 | 10 | 11 | 13 | 8 | 3 | 2 | 0 | 1         | 3,23   |

| Пол    | Укупно | Неожењен/Неудата | Ожењен/Удата | Удовац/Удовица | Разведен/Разведена | Непознато |
| ------ | ------ | ---------------- | ------------ | -------------- | ------------------ | --------- |
| Мушки  | 125    | 37               | 68           | 16             | 3                  | 1         |
| Женски | 124    | 23               | 68           | 32             | 1                  | 0         |
| УКУПНО | 249    | 60               | 136          | 48             | 4                  | 1         |

| Пол    | Укупно                    | Пољопривреда, лов и шумарство | Рибарство                            | Вађење руде и камена | Прерађивачка индустрија       |
| ------ | ------------------------- | ----------------------------- | ------------------------------------ | -------------------- | ----------------------------- |
| Мушки  | 92                        | 85                            | 0                                    | 2                    | 2                             |
| Женски | 70                        | 65                            | 0                                    | 0                    | 2                             |
| УКУПНО | 162                       | 150                           | 0                                    | 2                    | 4                             |
| Пол    | Производња и снабдевање   | Грађевинарство                | Трговина                             | Хотели и ресторани   | Саобраћај, складиштење и везе |
| Мушки  | 0                         | 0                             | 2                                    | 0                    | 0                             |
| Женски | 0                         | 0                             | 0                                    | 0                    | 0                             |
| УКУПНО | 0                         | 0                             | 2                                    | 0                    | 0                             |
| Пол    | Финансијско посредовање   | Некретнине                    | Државна управа и одбрана             | Образовање           | Здравствени и социјални рад   |
| Мушки  | 0                         | 0                             | 0                                    | 1                    | 0                             |
| Женски | 0                         | 0                             | 0                                    | 0                    | 1                             |
| УКУПНО | 0                         | 0                             | 0                                    | 1                    | 1                             |
| Пол    | Остале услужне активности | Приватна домаћинства          | Екстериторијалне организације и тела | Непознато            | Непознато                     |
| Мушки  | 0                         | 0                             | 0                                    | 0                    | 0                             |
| Женски | 1                         | 0                             | 0                                    | 1                    | 1                             |
| УКУПНО | 1                         | 0                             | 0                                    | 1                    | 1                             |